# Kanton Lyon-XIII
Kanton Lyon-XIII (francouzsky Canton de Lyon-XIII) je francouzský kanton v departementu Rhône v regionu Rhône-Alpes. Zahrnuje část 3. městského obvodu města Lyonu.